# Rob Stoner
Rob Stoner, geboren als Robert David Rothstein (New York, 20 april 1948), is een Amerikaanse rockmuzikant (zang, gitaar, basgitaar), songwriter en muziekleraar.

## Biografie
Nog terwijl Stoner tot 1969 het Columbia College van zijn geboortestad bezocht, kon hij met zijn band een auteurscontract sluiten met Jerry Leiber & Mike Stoller. Begin jaren 1970 werd hij een veelgevraagd sessiegitarist, -bassist en –zanger. Een van de bekendste nummers, waarop hij te horen is, is American Pie van Don McLean. Met zijn eigen rockabilly-band Rockin' Rob and the Rebels nam hij vanaf 1973 ook op voor Epic Records. Bob Dylan contracteerde Stoner in 1975 voor de opnamen van zijn album Desire en de aansluitende, tweejarige Rolling Thunder Revue. Ook op Dylans studioalbums Biograph en Hard Rain en op de live-albums At Budokan en Live 1975 is Stoner te horen op de bas en als achtergrondzanger.
Vervolgens bracht hij bij MCA Records en Sun Records twee door de kritiek geroemde, eigen albums uit. Tijdens de jaren 1980 en 1990 bleef Stoner een gevraagde sessie- en livemuzikant, wiens diensten door o.a. Link Wray, Chuck Berry, Chris Spedding, Ringo Starr, Robert Gordon, Bruce Springsteen, Emmylou Harris, Carl Perkins, Joni Mitchell, Joan Baez, Pete Seeger, Billy Idol, Stevie Ray Vaughan, Carlos Santana, Eric Clapton en vele anderen werden gevraagd. Hij schreef ook drie musicals, die in New York werden uitgevoerd.

## Privéleven
Tegenwoordig woont Rob Stoner in Rockland County en geeft hij onderricht in zang, basgitaar, gitaar en songwriting.